# Илдефонс Лима
Илдефонс Лима Сола (шп. Ildefons Lima Solà; 10. децембар 1979) је андорски фудбалер који наступа за андорски клуб Санту Колому и репрезентацију Андоре. Добио је награду за најбољег играча Андоре у историји те је њен најбољи стријелац свих времена.

## Каријера
Након Андоре, Илдефонс Лима је каријеру градио у Б тиму Еспањола, грчком Ионикосу, мексичкој Пачуки те шпанским клубовима Лас Палмасу, Рајо Ваљеканоу. У Љето 2005. године потписује за италијанску Триестину. Тек је играјући за клуб из Трста постао познат фудбалској јавности. У Триестини је одиграо неколико утакмица као нападач, и ако му је природна позиција средњи одбрамбени играч. У јануару 2006. године, Вилијам Пиану и Маурицио Пекариси, такође средњи одбрамбени играчи Триестине продани су у ФК Бари, чиме Лима постаје стандардни играч тима. У јануару 2006. године, Вилијам Пиану и Маурицио Пекариси, такође средњи одбрамбени играчи Триестине продани су у ФК Бари, чиме Лима постаје стандардни играч тима. Играч 2009. године напушта клуб те потписује за швајцарску Белинцону.
Илдефонс Лима је стандардни играч репрезентације Андоре за коју је наступио 89 пута и постигао 9 голова.